# Etheostoma rupestre
Etheostoma rupestre — вид окунеподібних риб родини окуневих (Percidae). Ендемік США.

## Поширення
Вид поширений у басейні затоки Мобіл на південному сході США. Ареал включає річкові системи Алабами та Томбігбі у штатах Алабама, Міссісіпі, Джорджія та крайній південно-східний Теннессі. Мешкає у швидкоплинних струмках та середніх річках.

## Опис
Виростає завдовжки до 8,3 см.